# Parafia św. Maksymiliana Marii Kolbego w Krakowie
Parafia św. Maksymiliana Marii Kolbego – parafia rzymskokatolicka należąca do dekanatu Kraków – Mogiła Archidiecezji krakowskiej na Osiedlu Tysiąclecia.

## Historia parafii
W 1964 powstała Spółdzielnia Mieszkaniowa Hutnik, która pod koniec lat 60. XX wieku zaczęła budowę osiedla Tysiąclecia. W 1970 roku otwarto szkołę ale nie było kościoła i nie prowadzono katechizacji. Mieszkańcy dawnej wsi Mistrzejowice należeli do podkrakowskiej parafii w Raciborowicach. Jej wikariusz ks. Józef Kurzeja poinformował Kurię o problemach z katechizacją. Ponieważ nie było lokalu postawił drewniany barak w polach na działce należącej do parafii. Wcześniej parafia zamieniła się działką z mieszkańcem Bieńczyc Władysławem Ciepielą. Barak był punktem katechetycznym, a do 1973 roku odprawiano w nim również polowe msze święte.
28 lipca 1972 roku kierownik Wydziału ds. Wyznań wyraził zgodę na budowę kościoła i wskazał lokalizację (28 lutego 1973) w północno-zachodniej części os. Tysiąclecia. Na tym terenie ks. Kurzeja zbudował tymczasowy budynek według projektu Józefa Dutkiewicza w którym znalazła się kaplica, sala katechetyczna, kuchnia i mieszkania dla księdza i sióstr zakonnych. 
Projekt kościoła, spośród 3 zgłoszonych, według J. Dutkiewicza wybrano w 1974 roku.  
4 października 1976 biskup krakowski Karol Wojtyła erygował parafię. Za zgodą papieża Pawła VI patronem został błogosławiony Maksymilian Maria Kolbe.  
22 kwietnia 1976 roku uzyskano pozwolenie na budowę nowego kościoła. Pierwszą Mszę Św. w głównym kościele odprawiono w Wielkanoc 3 kwietnia 1983 r. Konsekracji dokonał osobiście w czasie II pielgrzymki do Ojczyzny papież Jan Paweł II w dniu 22 czerwca 1983 r.

Znamienne słowa: 

Dzisiaj dawny wasz biskup, Metropolita Krakowski – a od 1978 roku, za niezbadanym zrządzeniem Bożej Opatrzności, biskup Rzymu – poświęca ten kościół – dokonuje jego konsekracji

 – wypowiedziane wówczas przez papieża umieszczono w prezbiterium głównym kościoła.
Podczas stanu wojennego przy parafii działał Chrześcijański Uniwersytet Robotniczy, były organizowane msze za Ojczyznę, wystawy i spotkania z artystami, dziennikarzami i politykami. Działała również niezależna Telewizja Mistrzejowice oraz Duszpasterstwo Ludzi pracy. W 1988 roku została zorganizowana Międzynarodowa Konferencja Praw Człowieka.  
W 1987 roku z parafii wydzielono osiedla Bohaterów Września i Piastów tworząc parafię Matki Bożej Nieustającej Pomocy.

## Proboszczowie
- ks. Józef Kurzeja (1972–1976)[5]
- ks. Mikołaj Kuczkowski (1976–1988)[5]
- ks. Józef Łuszczek (1988–2014)[5]
- ks. Andrzej Kopicz (2015 – )[6]

## Wspólnoty parafialne
- Duszpasterstwo akademickie
- Bractwo Trzeźwości im. św. Maksymiliana
- Rycerstwo Niepokalanej
- Róże Żywego Różańca
- Straż Honorowa NSPJ
- Koło Przyjaciół Radia Maryja
- Ruch Światło-Życie „Oaza”
- Ruch „Wiara i Światło”
- Zespół Charytatywny
- Duszpasterska Rada parafialna
- Krucjata Modlitwy w Obronie Życia Dzieci Nienarodzonych
- Duszpasterstwo Ludzi Pracy
- Stowarzyszenie „Przystanek Betlejem”
- Świetlica „Maximilianum”
- Centrum Kultury Katolickiej
- Kręgi Rodzin – Domowy Kościół
- Odnowa w Duchu Świętym
- Ministranci
- Lektorzy

## Zasięg parafii
Osiedla: Osiedle Srebrnych Orłów, Osiedle Oświecenia, Osiedle Tysiąclecia, Osiedle Złotego Wieku.